# Viktor Flessl
Viktor Flessl est un rameur autrichien né le 6 novembre 1898 à Braunau am Inn et mort le 18 décembre 1943.

## Biographie
En 1928 à Amsterdam, il est médaillé de bronze olympique en deux de couple avec Leo Losert. 

## Palmarès
- Jeux olympiques d'été de 1928 à Amsterdam
  -  Médaille de bronze en deux de couple